# Солопово
Солопово — деревня в Зарайском районе Московской области, в составе муниципального образования сельское поселение Машоновское (до 29 ноября 2006 года входила в состав Черневского сельского округа), деревня связана автобусным сообщением с райцентром и соседними населёнными пунктами.

## Население
| 2002 | 2006 | 2010 |
| ---- | ---- | ---- |
| 89   | ↗96  | ↘91  |

## География
Солопово расположено в 10 км на северо-запад от Зарайска, на правом берегу реки Тюфитка, у впадения притока Луневка (левый приток Осетра), высота центра деревни над уровнем моря — 144 м.

## История
Солопово впервые в исторических документах, как Солоповские Выселки упоминается в Платёжных книгах 1594 года.
В 1929 году в деревне был образован колхоз «Смычка», с 1950 года — в составе колхоза «Красный маяк», с 1960 года — в составе совхоза «40 лет Октября».